# Sint-Janskerk (Sluis)

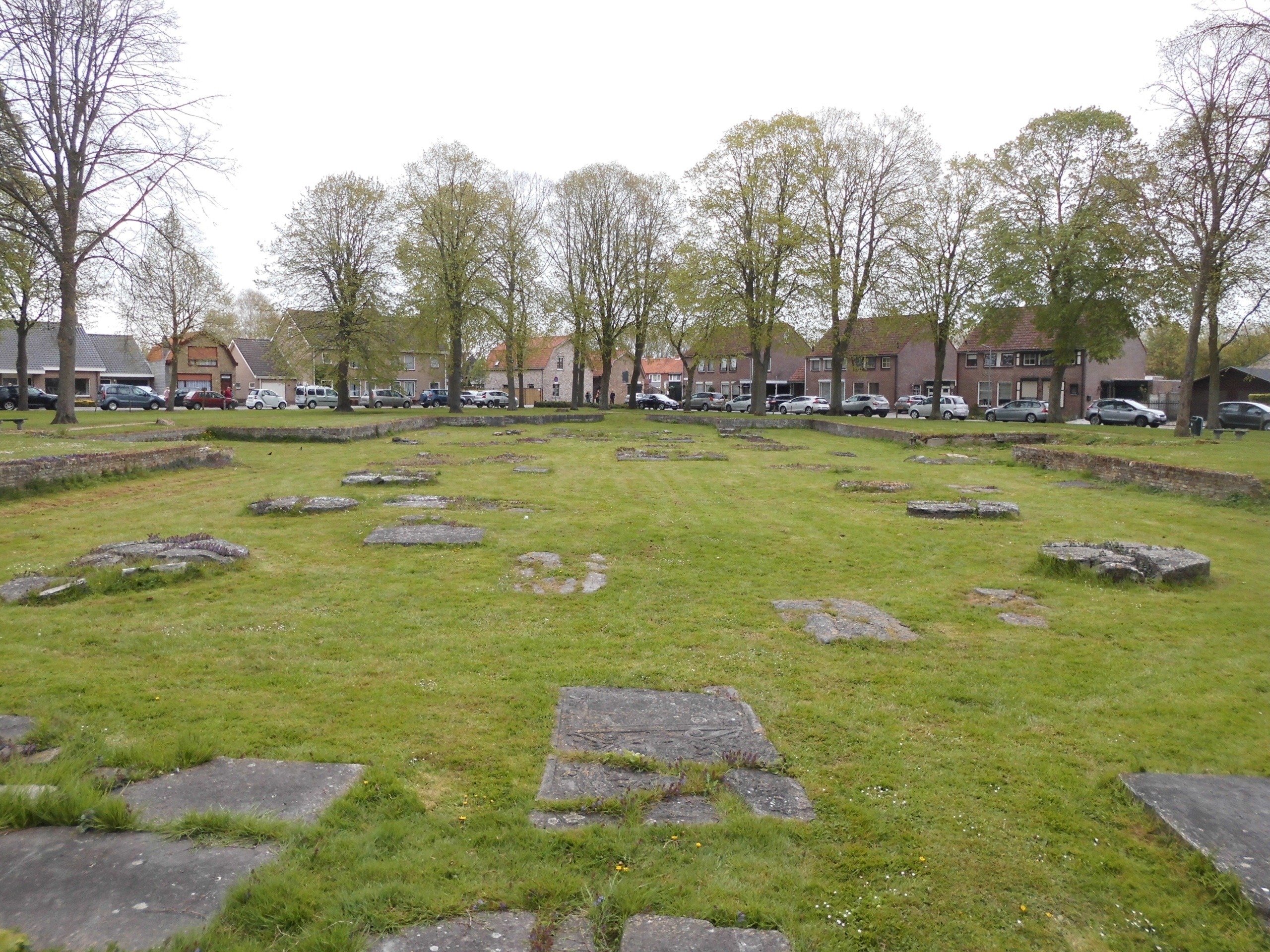
Fundamenten

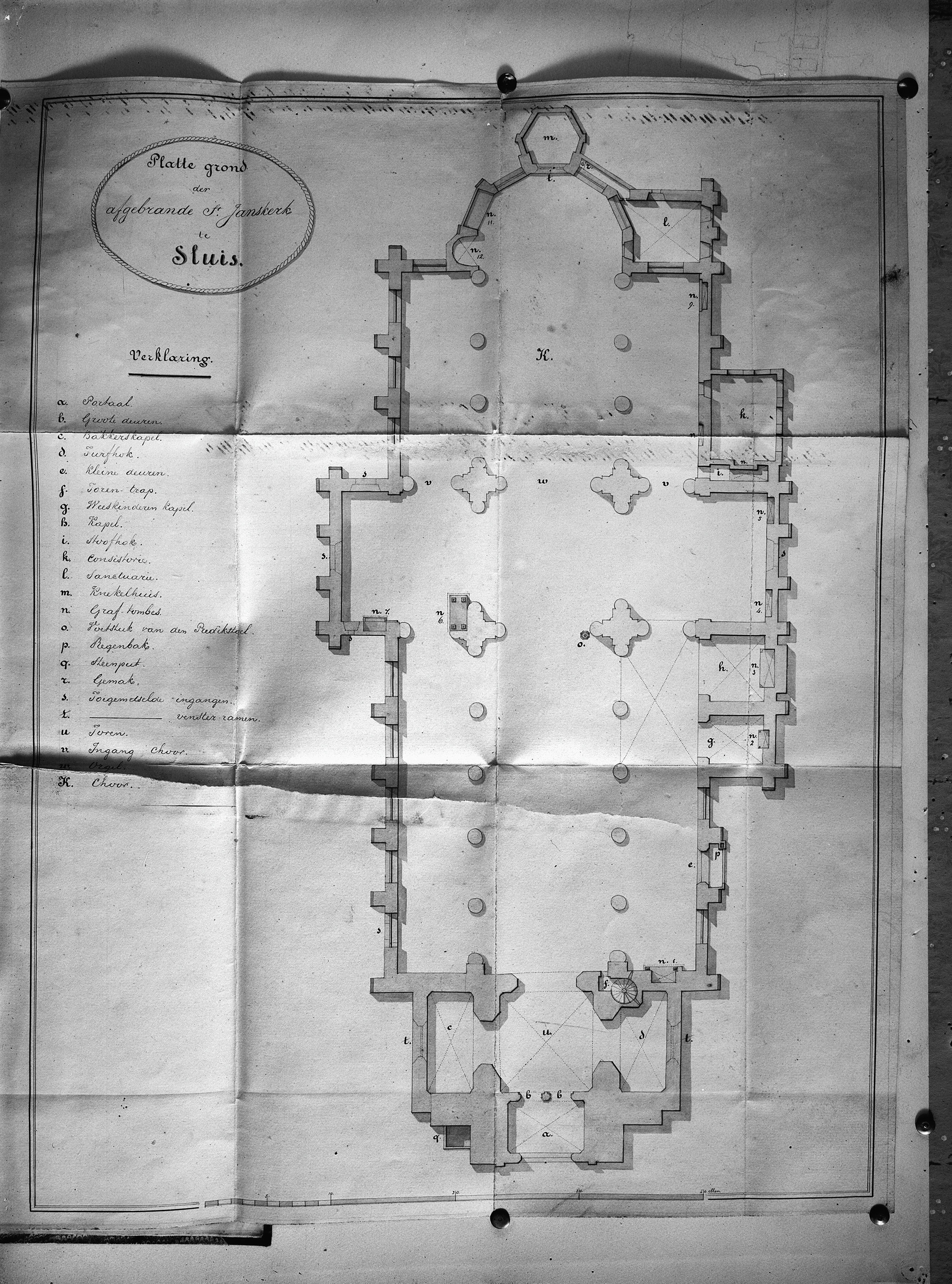
Plattegrond

De Sint-Janskerk is een voormalige kerk in de Nederlandse stad Sluis, gelegen aan de Sint-Jansstraat.

## Geschiedenis
Deze kerk werd gebouwd als parochiekerk omstreeks 1350. De kerk werd begin 17e eeuw, nadat Prins Maurits het stadje had veroverd, genaast door de hervormden.
In 1811 werd deze kerk door brand beschadigd en in 1823 werd hij gesloopt. De Hervormden bouwden een nieuwe Hervormde kerk terwijl de katholieken, die over een schuilkerk beschikten, enkele jaren later eveneens een volwaardig kerkgebouw inzegenden, opnieuw aan Johannes de Doper gewijd.
In 1948 werden de fundamenten van de kerk blootgelegd en geconserveerd, waarbij een parkje ontstond.
In zijn functie van dominee heeft in deze kerk ook Jacobus Koelman gepreekt. Als aanhanger van de Nadere Reformatie werd hij in 1675 verbannen uit Sluis. Dit geschiedde op last van de overheid. Ter gelegenheid van de herdenking van 400 jaar Nadere Reformatie in 2008 werd bij de fundamenten van de kerk een gedenkplaat onthuld.